# Kongregation der Heiligen Familie von Nazareth
Die Kongregation der Heiligen Familie von Nazareth (lat.: Congregatio Sacrae Familiae a Nazareth,  Ordenskürzel: FN) ist ein Männerorden in der römisch-katholischen Kirche. Er wurde 1900 vom Seligen Giovanni Battista Piamarta (1841–1913) in Brescia (Italien) gegründet.

## Geschichte
Dem Pfarrer Giovanni Battista Piamarta  machte die Entwicklung und die zunehmenden Probleme der  Jugendlichen in seiner Pfarrei sorgen, insbesondere  kümmerte er sich um die Jugend aus der „Arbeiterklasse“ und errichtete aus diesem Grund landwirtschaftliche und handwerkliche Schulen.
1900 gründete er in Brescia eine Gemeinschaft von Priestern die sich um die Betreuung von Kindern, vorzugsweise Waisenkinder, kümmerten. Später wurden auch Laien in die Kongregation aufgenommen. Mit Dekret vom 10. Januar 1948 erhielt das Institut des geweihten Lebens durch Papst Pius XII. die Approbation. Ihr Wahlspruch lautet: Pietas et Labor, d. h. „Frömmigkeit und Arbeit“.

## Organisation
Die Kongregation ist in Angola, Brasilien, Chile und Italien tätig, sie unterhält 23 Einrichtungen und zählt 137 Mitglieder, von denen 93 Kleriker sind. Zu den Errungenschaften der Ordensgemeinschaft zählt auch die Gründung von Hilfsorganisationen in der Entwicklungshilfe, Stiftungen, eine Laienbewegung und eine Jugendorganisation.
Das Generalhaus hat seinen Sitzen in Brescia, hier ist auch der Generalrat beheimatet und wird vom derzeitigen Generalsuperior Pater Enzo Turriceni geleitet. In Italien ist diese Ordensgemeinschaft, nach einer Umbenennung im Jahr 2005, unter der Bezeichnung Congregazione della Sacra Famiglia di Nazareth del Beato Padre Piamarta (Kurzform: Piamartini) bekannt.